# جزيرة سيراي
جزيرة سيراي وهي جزيرة من جزر إندونيسيا، وتقع في إقليم كالمنتان الشرقية.